# Ehemalige Faubourgs von Paris
Dieser Artikel listet die wichtigsten ehemaligen Faubourgs von Paris auf.
Die Faubourgs waren die Viertel „fors le bourg“ (von lateinisch foris, „außerhalb“, und bourg), also außerhalb der Mauern oder jenseits der Tore einer Stadt.

## Die neun Faubourgs von Paris am Ende des 16. Jahrhunderts
Am Ende der Religionskriege (Ende des 16. Jahrhunderts) zählte Paris rund um die Stadtmauer Karls V. neun Vorstädte: fünf auf der Rive Gauche und vier auf der Rive droite, davon drei im Norden und eine im Westen:
- Der Faubourg Saint-Germain
- Der Faubourg Saint-Michel
- Der Faubourg Saint-Jacques
- Der Faubourg Saint-Marcel
- Der Faubourg Saint-Victor
- Der Faubourg Saint-Martin
- Der Faubourg Saint-Denis
- Der Faubourg Montmartre
- Der Faubourg Saint-Honoré

Villeneuve-sur-Gravois, ein Faubourg zwischen Bonne-Nouvelle und Montmartre, wurde 1562 während der Religionskriege zerstört.

## Die vierzehn Faubourgs von Paris am Ende des 17. Jahrhunderts
Vierzehn Faubourgs wurden der Stadt Paris durch ein Edikt vom Dezember 1701 angegliedert, das durch ein Urteil des Rates vom Februar 1702 und eine Erklärung des Königs bestätigt wurde:
- Der Faubourg Montmartre
- Der Faubourg Richelieu
- Der Faubourg Saint-Antoine
- Der Faubourg Saint-Denis
- Der Faubourg Saint-Germain
- Der Faubourg Saint-Honoré
- Der Faubourg Saint-Jacques
- Der Faubourg Saint-Laurent
- Der Faubourg Saint-Lazare
- Der Faubourg Saint-Marceau, heute Faubourg Saint-Marcel genannt
- Der Faubourg Saint-Martin
- Der faubourg Saint-Michel
- Der Faubourg Saint-Victor
- Der Faubourg du Temple

## Ältere Faubourgs
- Der Faubourg Saint-Médard

## Jüngere Faubourgs
- Der Faubourg de la Conférence
- Der Faubourg de l'Observatoire
- Der Faubourg Poissonnière

## Pariser Straßen, die nach Faubourgs benannt sind
Acht Straßen in Paris haben einen Namen, der an ihre frühere Zugehörigkeit zu einem Faubourg erinnert:
- Die Rue du Faubourg Montmartre
- Die Rue du Faubourg Poissonnière
- Die Rue du Faubourg Saint-Antoine
- Die Rue du Faubourg Saint-Denis
- Die Rue du Faubourg Saint-Honoré
- Die Rue du Faubourg Saint-Jacques
- Die Rue du Faubourg Saint-Martin
- Die Rue du Faubourg du Temple

## Stadtviertel, die einen Faubourg im Namen tragen
Zwei der achtzig Verwaltungsviertel von Paris sind nach einem Faubourg benannt:
- Das Quartier du Faubourg-Montmartre
- Das Quartier du Faubourg-du-Roule